# Botswana tại Thế vận hội Mùa hè 2008
Botswana tham dự Thế vận hội Mùa hè 2008 tại Bắc Kinh từ ngày 8 đến 24 tháng 8 năm 2008.

## Điền kinh

#### Nam
| Fanuel Kenosi         | 200 m    | 21,09         | 5             | Bị loại       | Bị loại       | Bị loại       | Bị loại       | Bị loại | Bị loại |         |         |
| Gakologelwang Masheto | 400 m    | 46,29         | 8             | Không thi đấu | Không thi đấu | Bị loại       | Bị loại       | Bị loại | Bị loại |         |         |
| California Molefe     | 400 m    | Không bắt đầu | Không bắt đầu | Không thi đấu | Không thi đấu | Bị loại       | Bị loại       | Bị loại | Bị loại |         |         |
| Onalenna Balovi       | 800 m    | 1:47,89       | 4             | Không thi đấu | Không thi đấu | Bị loại       | Bị loại       | Bị loại | Bị loại | Bị loại | Bị loại |
| Ndabili Bashingili    | Marathon | Không thi đấu | Không thi đấu | Không thi đấu | Không thi đấu | Không thi đấu | Không thi đấu | 2:25:11 | 56      |         |         |
| Gable Garenamotse     | Nhảy xa  | 7,95          | 7             | N/A           | N/A           | N/A           | N/A           | 7,85    | 9       |         |         |
| Kabelo Kgosiemang     | Nhảy cao | 2,20          | 13            | Không thi đấu | Không thi đấu | Không thi đấu | Không thi đấu | Bị loại | Bị loại |         |         |

#### Nữ
| Vận động viên   | Nội dung | Trận đấu | Trận đấu | Tứ kết        | Tứ kết        | Bán kết | Bán kết | Chung kết | Chung kết |
| Vận động viên   | Nội dung | Kết quả  | Hạng     | Kết quả       | Hạng          | Kết quả | Hạng    | Kết quả   | Hạng      |
| --------------- | -------- | -------- | -------- | ------------- | ------------- | ------- | ------- | --------- | --------- |
| Amantle Montsho | 400 m    | 50,91    | 2        | Không thi đấu | Không thi đấu | 50,54   | 2       | 51,18     | 8         |

## Boxing
| Vận động viên      | Nội dung  | Vòng loại 32          | Vòng loại 16           | Tứ kết               | Bán kết            | Chung kết          |
| Vận động viên      | Nội dung  | Kết quả đối nghịch    | Kết quả đối nghịch     | Kết quả đối nghịch   | Kết quả đối nghịch | Kết quả đối nghịch |
| ------------------ | --------- | --------------------- | ---------------------- | -------------------- | ------------------ | ------------------ |
| Khumiso Ikgopoleng | Hạng gà   | Boyd (AUS) · W 18-8   | Mesbahi (MAR) · W RSCI | Uugan (MGL) · L 2-15 | Bị loại            | Bị loại            |
| Thato Batshegi     | Hạng lông | Nikoloz Izoria L 4-14 | Bị loại                | Bị loại              | Bị loại            | Bị loại            |

## Bơi lội
| Vận động viên    | Nội dung         | Trận đấu  | Trận đấu | Bán kết   | Bán kết | Chung kết | Chung kết |
| Vận động viên    | Nội dung         | Thời gian | Hạng     | Thời gian | Hạng    | Thời gian | Hạng      |
| ---------------- | ---------------- | --------- | -------- | --------- | ------- | --------- | --------- |
| John Kamyuka     | 50 m bơi sải nam | 25,54     | 72       | Bị loại   | Bị loại | Bị loại   | Bị loại   |
| Samantha Paxinos | 50 m bơi sải nữ  | 29,91     | 70       | Bị loại   | Bị loại | Bị loại   | Bị loại   |